# Конгресс Конфедерации
Конгресс Конфедерации (англ. Congress of the Confederation; использовалось также формальное название Соединённые Штаты, собравшиеся в Конгрессе (англ. The United States in Congress assembled)) — орган управления Соединёнными Штатами Америки в период с 1781 по 1789, созданный в соответствии со Статьями конфедерации и вечного союза между штатами США.

## История
Первый состав Конгресса Конфедерации образовали делегаты Второго Континентального конгресса после подписания Статей конфедерации делегацией Мэриленда (последнего ратифицировавшего их штата) 1 марта 1781 года. 
Конгресс Конфедерации формально был упразднён 4 марта 1789 года с вступлением в силу Конституции США, но фактически прекратил работу ещё раньше — 10 октября 1788 года, когда на заседании в последний раз образовался кворум. После этой даты отдельные делегаты ещё появлялись на заседаниях, но больше никаких решений Конгресс не принимал. На последнем заседании, состоявшемся 2 марта 1789 года, присутствовал лишь один делегат — Филип Пелл от штата Нью-Йорк.

## Порядок формирования и работы
В соответствии со статьёй V Статей Конфедерации в Конгресс входили представители всех штатов США (от 2 до 7 человек от каждого штата), при этом каждый штат имел в Конгрессе один голос. Каждый штат сам определял порядок назначения своих делегатов в Конгресс и имел право в любой момент отозвать делегата и заменить его на другого. Делегат Конгресса мог занимать свой пост в течение не более трёх лет из каждых шести лет. На штаты возлагалась обязанность содержать своих делегатов, которые на время полномочий не могли занимать никакой иной оплачиваемой должности в Соединённых Штатах. Конгресс должен был собираться на сессии в первый понедельник ноября каждого года. Решения принимались большинством голосов, за исключением некоторых особо важных (война и мир, заключение договоров и союзов, размер армии и флота, назначение их командующих и т. д.), для которых требовались голоса девяти штатов (статья IX).

## Полномочия
Конгресс Конфедерации имел полномочия решать внешнеполитические вопросы (объявления войны и заключения мира, отправка и приём посольств, заключение договоров), быть последней апелляционной инстанцией в спорах между штатами, определять сплав и стоимость монет, нормы мер и весов в США, регулировать отношения с индейцами, регламентировать деятельность почтовой службы, назначать офицеров армии (кроме полковых — их назначали штаты) и флота США, а также других должностных лиц США; руководить армией и флотом (статья IX).

## Места проведения заседаний
- 1 марта 1781 — 21 июня 1783 — Индепенденс-холл (Филадельфия, Пенсильвания)
- 30 июня — 4 ноября 1783 — Нассау-холл[англ.] (Принстон, Нью-Джерси)
- 26 ноября 1783 — 3 июня 1784 — Капитолий штата Мэриленд (Аннаполис, Мэриленд)
- 1 ноября — 24 декабря 1784 — Френч-Армз-таверн[англ.] (Трентон, Нью-Джерси)
- 11 января 1785 — 2 марта 1789 — Сити-холл (Нью-Йорк, Нью-Йорк)[1]